# Museo del Comercio y la Industria
El Museo del Comercio y la Industria, de Salamanca (España), es un museo dedicado a recuperar y conservar la memoria sobre la actividad económica, industrial y mercantil, en especial de la ciudad y su provincia. La creación del museo fue promovida por el Ayuntamiento de Salamanca y por la Cámara Oficial de Comercio e Industria de Salamanca, fue inaugurado en enero de 2006.
Construido en los antiguos aljibes de pilares y bóvedas de ladrillo macizo que han sido cuidadosamente restaurados para albergar inventos e innovaciones que en otro tiempo resolvieron los problemas de fabricantes, vendedores y consumidores.

## Historia
La creación del museo fue promovida por el Ayuntamiento de Salamanca y por la Cámara Oficial de Comercio e Industria de Salamanca. Y fue inaugurado en 2007. Desde sus inicios además de su colección permanente, celebra exposiciones temporales, realiza publicaciones y desde 2009 un certamen anual de fotografía.

### Colección Permanente

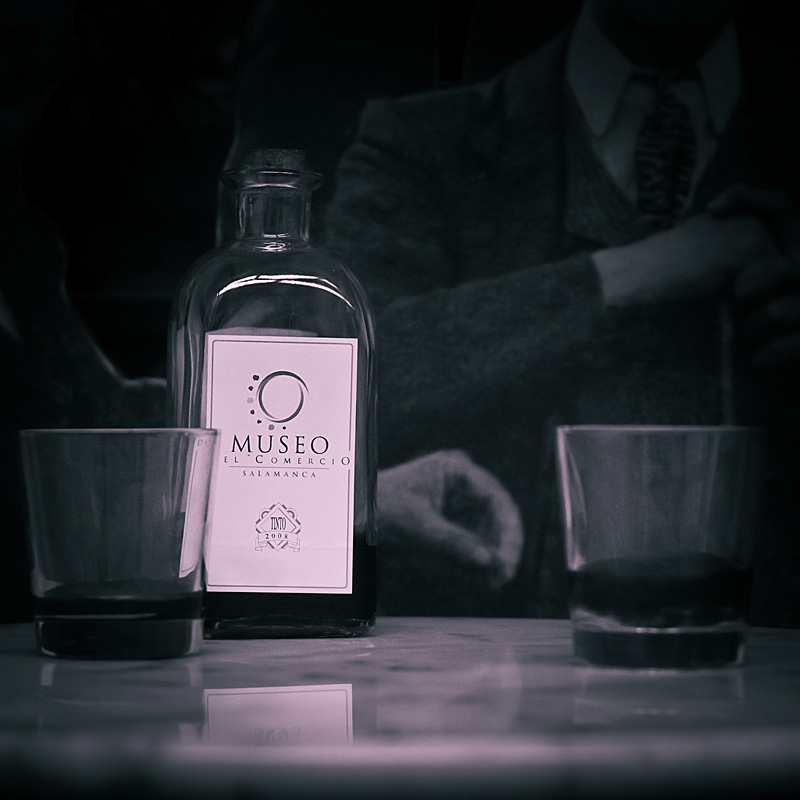
Recreación de un bar en la Salamanca del, uno de los establecimientos que se ubicaron dentro del Mercado Central de Abastos durante la Exposición Regional en 1907.

El museo ofrece la posibilidad de realizar un recorrido didáctico, en una exposición interactiva, por los momentos clave de la historia que marcaron el devenir de la industria y el comercio de Salamanca, desde el imperio romano hasta la época actual.
Asimismo, alberga una colección de más de 400 receptores de radio, gran parte de los cuales se encuentran en exposición permanente que muestra su evolución desde sus orígenes hasta la actualidad. Lo que lo convierte en uno de los museos más destacados en España sobre la historia de la radio.

### Exposiciones Temporales

#### 2007
- «Jornadas Patrimonio de Automoción».
- «Del Cacao al Chocolate».

#### 2009
- «El diseño de lo cotidiano. Vicente Sánchez Pablos.»
- «Imágenes para un centenario. El mercado central de abastos».
- «La vida es bella. 50 Aniversario de la Dirección General de Tráfico».

#### 2010
- «Mercerías de Salamanca».
- «La ciudad y los velocípedos».

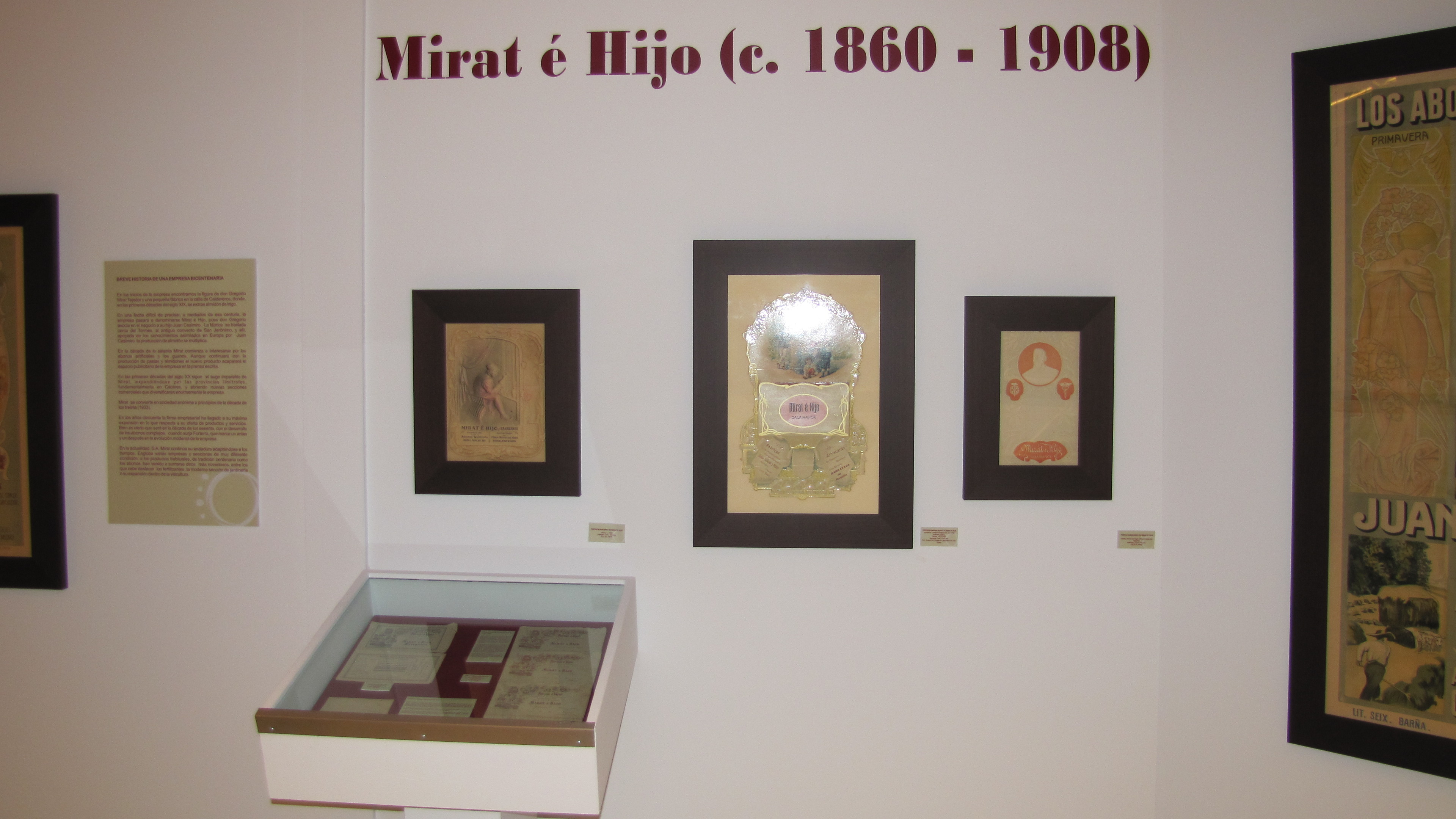
Parte de la exposición temporal «160 años de Publicidad Fabril. S.A. Mirat»

- «160 años de Publicidad Fabril. S.A. Mirat».

#### 2011
- «Ferreterías de Salamanca y provincia».
- «El paisaje comercial de Salamanca (I) 1895-1930».
- «El comercio en invierno».

## Publicaciones
- García Figuerola, Miguel (2010), S.A. Mirat - 160 años de publicidad fabril, Museo del Comercio y la Industria de Salamanca. ISBN 978-84-614-3785-6
- García Figuerola, Miguel. Ordóñez, María. Zoder, Mark (2012), El Barrio de Mirat - Legado de un industrial salmantino, Museo del Comercio y la Industria de Salamanca. ISBN 978-84-615-8831-2